# Basketball (The Office)
"Basketball" es el quinto y penúltimo episodio de la primera temporada de la serie de televisión de comedia estadounidense The Office. El episodio se emitió en NBC en Estados Unidos el 19 de abril de 2005. El episodio fue escrito y dirigido por el productor Greg Daniels, lo que marca tanto su primer crédito como guionista en solitario como su primer crédito como director de la serie. Este episodio también marca la primera aparición del comediante Patrice O'Neal.
En este episodio, Michael Scott (Steve Carell) y el personal de la oficina se enfrentan a los trabajadores del almacén en un partido de baloncesto. El episodio se inspiró en una escena eliminada del primer episodio en la que Michael habla sobre un partido de baloncesto informal. Durante dos días, el elenco de The Office jugó partidos de baloncesto reales, que luego se fusionaron para dar el efecto de un juego continuo. Varias líneas del episodio se convirtieron en favoritas de los fanáticos y del elenco. Se estima que el episodio fue visto por 5,0 millones de espectadores y obtuvo una cuota de audiencia del 2,4/6% entre los adultos de entre 18 y 49 años. El episodio recibió críticas positivas de los críticos.

## Trama
El personal de la oficina se enfrenta al del almacén en un partido de baloncesto, y los perdedores tienen que trabajar el sábado. Michael elige a Jim, Ryan y Stanley Hudson, el último de los cuales cree que posee importantes habilidades en el baloncesto basándose en un estereotipo racial. También elige a regañadientes a Dwight y Phyllis Lapin, pero se niega a elegir a Oscar o Kevin Malone. Pam tiene planes para una salida al lago con su prometido Roy el sábado, siempre que el equipo del almacén gane. Jim, medio en broma, le propone a Pam que si el equipo de la oficina gana, él reclamará la cita del sábado de Roy con ella.
El juego comienza y Stanley demuestra ser un jugador horrible. Además, Michael no sabe tirar ni es partidario de pasar ni de defender. Al tomar posesión del balón, Michael juega y se burla de sus oponentes, lo que resulta en que Roy le arrebate el balón y anote contra el equipo de Michael. Él atribuye el punto a la ineptitud de sus compañeros. Jim cambia con Michael en defensa y defiende a Roy. Tomándose en serio su apuesta con Pam, Jim juega agresivamente contra Roy y demuestra su destreza en el juego, mientras Pam observa. Michael recibe un golpe accidental en la cara y afirma que se trata de una "falta personal intencional flagrante". Detiene el juego y declara ganadores a los de la oficina ya que estaban ganando cuando ocurrió la falta. El almacén considera injusta la decisión y Michael cede bajo la presión, concediendo la victoria al personal del almacén. Mientras todos regresan al trabajo, Kevin demuestra sus excelentes habilidades de tiro.
Michael, ante la necesidad de asumir la culpa por su pérdida, le dice al personal de la oficina que tampoco tienen que venir el sábado. Sin embargo, su justificación no logra tranquilizarlos: "Como si venir un día más fuera a evitar que nos reduzcan".

## Producción

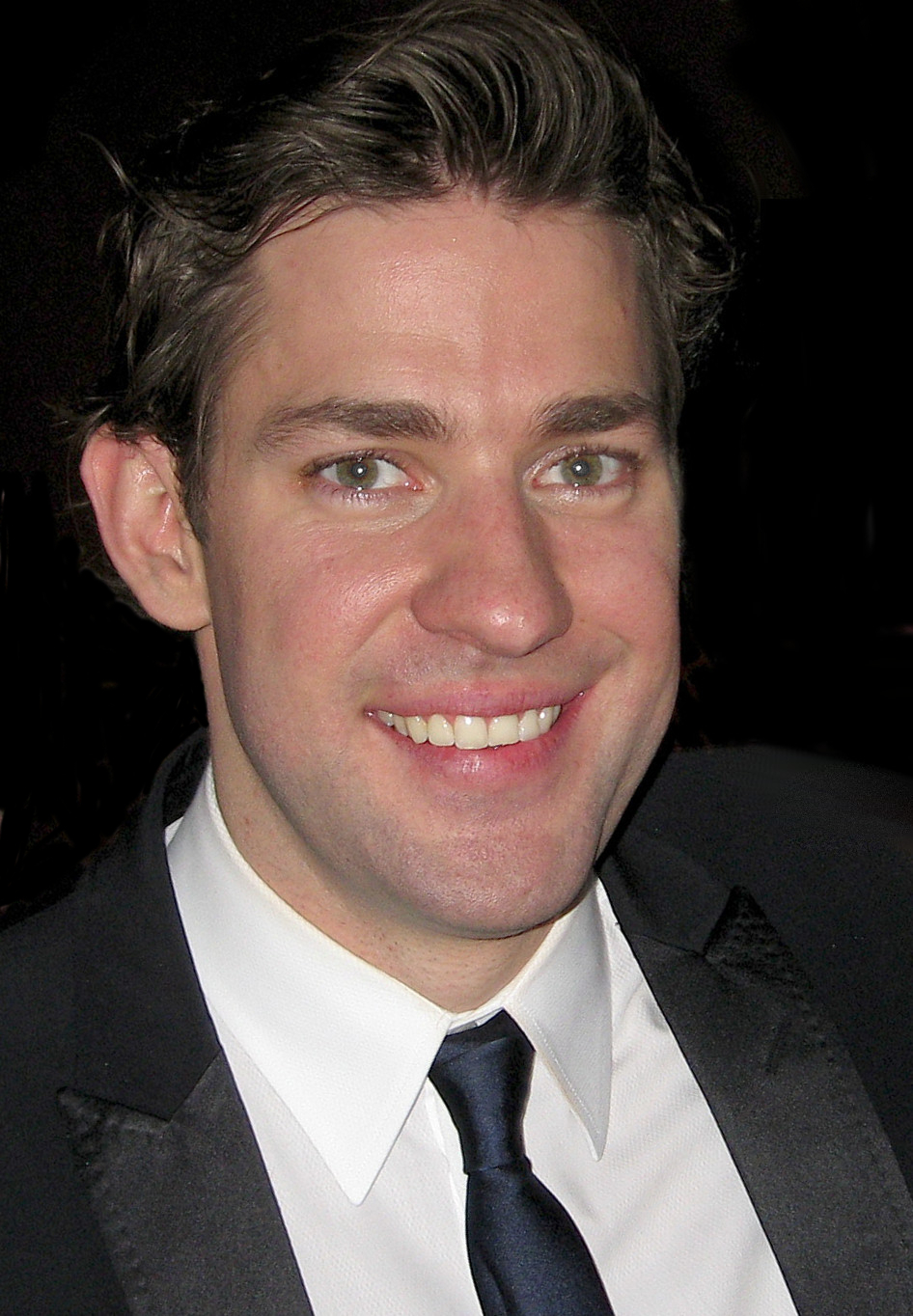
John Krasinski,quien en su juventud fue estrella del baloncesto de la escuela secundaria, realizó todas sus propias acrobacias en el episodio.

"Basketball" fue escrita y dirigida por el productor Greg Daniels. Aunque escribió el episodio, Daniels no estaba originalmente previsto para dirigir el episodio. Rainn Wilson comentó que realmente presionó a Daniels para que dirigiera el episodio.  John Krasinski aplaudió a Daniels por ser el primer escritor en "sacar [a los personajes] de la oficina".  Daniels dijo más tarde que su toma favorita del episodio fue cuando Michael lleva a Ryan a recorrer el almacén porque "pudiste ver todo el set de baloncesto". El corte de los editores para el episodio tenía una duración de 40 minutos.  Durante los comentarios del episodio, Steve Carell argumentó que la versión estadounidense de The Office era más difícil de filmar porque la versión británica duraba 29 minutos, mientras que la versión estadounidense solo podía durar 22 minutos.
La inspiración para el episodio fue una escena eliminada del episodio piloto donde Michael habla sobre un partido de baloncesto improvisado.  Durante el rodaje, el elenco y el equipo fueron filmados jugando partidos de baloncesto reales durante dos días, con tres miembros del equipo rociándose sudor falso en sus caras, cabello y ropa.  Luego las tomas fueron unidas para que pareciera como si sólo hubiera tenido lugar un juego.  La NBC estaba preocupada por el episodio porque varios de sus otros pilotos habían hecho episodios de baloncesto. La cadena ejerció mucha presión sobre el elenco y el equipo para que el episodio pareciera "lo más realista posible". Donald Lee Harris diseñó el decorado del almacén, que Krasinski describió como "increíble" y "detallado". 
"Basketball" contenía varias líneas que se convirtieron en las favoritas del elenco. Dos de los versos de Michael, "La mano golpea y da una flor" y "Benditos sean los que se sientan y esperan" fueron descritos por Wilson como confucianos y bíblicos, respectivamente. La frase de Michael "Trata de no ser demasiado gay en la cancha" fue improvisada por Carell y la reacción de Krasinski fue real. Sin embargo, la reacción de Phyllis Smith al disgusto de Michael ante la idea de que ella fuera animadora fue actuada. 

## Recepción

### Audiencia
En su emisión original en Estados Unidos el 19 de abril de 2005, "Basketball" fue visto por un estimado de 5,0 millones de espectadores y recibió un rating share de 2,4/6% entre adultos de entre 18 y 49 años. Esto significa que fue visto por el 2,4% de todos los jóvenes de 18 a 49 años y por el 6% de todos los jóvenes de 18 a 49 años que miraban televisión en el momento de la emisión. El episodio, que se emitió después de Scrubs, mantuvo el 92 por ciento de su audiencia inicial.

### Reseñas
El episodio recibió críticas moderadamente positivas de los críticos. Travis Fickett de IGN le dio retroactivamente al episodio un 7,5 sobre 10, lo que significa un episodio "bueno". Fickett comentó que "Basketball" era estilísticamente diferente de la mayoría de los otros episodios de la incipiente serie, señalando su falta de una subtrama y su caracterización de Michael Scott. Fickett, al hablar de esto último, destacó el momento en el que Michael hiere los sentimientos de Phyllis al decirle que no puede jugar al baloncesto, escribiendo: "El momento se desarrolla mayormente de manera seria, y se siente más realista e incómodo y, de esa manera, el programa se inclina más hacia la sensación de la serie del Reino Unido. Es un gran momento, pero se siente como un programa diferente". En general, escribió que "todavía hay bastantes cosas divertidas [en 'Basketball'], pero en muchos sentidos, este episodio sugiere cómo habría sido el programa si hubiera tomado una dirección ligeramente diferente en términos de tono y estilo". Miss Alli de Television Without Pity le dio al episodio una "A−". Jenna Mullins de E! En un artículo sobre el último episodio de la serie de Steve Carell, News se refirió a "Basketball" como su "episodio favorito de todos los tiempos de The Office".
Sin embargo, no todas las críticas fueron tan positivas. Erik Adams de The AV Club le otorgó al episodio una "C+" y criticó duramente la caracterización de Michael. En gran medida, sintió que las payasadas de Michael lo hacían parecer un idiota porque la serie no se había esforzado en demostrar que realmente "no es un completo imbécil". Adams señaló que Michael "podría obligar a Darryl y a su personal a trabajar los sábados, y podría despedirlos por ganar el partido de baloncesto, pero eso sería un abuso escandaloso de poder legítimo, lo cual no tiene gracia". Finalmente, argumentó que las escenas de baloncesto duraban demasiado; dijo que "la versión original del episodio duró demasiado para emitirse, y es obvio que las escenas de baloncesto encasillaban otros hilos del episodio".